# 馬尾二
半人馬座ρ，又名CD-51 6455，HD 105937、SAO 239737、HR 4638，是半人馬座的一颗恒星，视星等为3.96，位于銀經296.78，銀緯10.03，其B1900.0坐标为赤經12h 6m 25.4s，赤緯-51° 10.03′ 42″。